# Dieter Riegler
Dieter Riegler (* 29. Dezember 1950 in Ratingen als Dieter Bischoff) ist ein deutscher blinder Schachspieler.

## Leben
Riegler spielte seit 1971 beim Ratinger Schachklub 1950. Seine Sehfähigkeit nahm gegen Ende der 1970er Jahre stark ab. Er nahm daraufhin 1982 ein Studium der Informatik an der SRH Hochschule in Heidelberg auf und trat dort 1983 dem Blinden Schach Klub Heidelberg 1961 bei.
Den Titel eines deutschen Blindenschachmeisters gewann Riegler 1989 in Altensteig, 1993 in Niedermittlau, 1995 in Petersberg, 1999 in Gelsenkirchen sowie 2001, 2003, 2005, 2007 und 2011 in Knüllwald. Zudem siegte er bei den offenen internationalen deutschen Meisterschaften 1994 in Bad Blankenburg und 1996 in Cham, beide Male punktgleich mit Gert Schulz sowie 2006 in Knüllwald punktgleich mit Manfred Müller. 1989 wurde er in München auch deutscher Blindenschnellschachmeister. Beim Open von Bad Wörishofen 1996 konnte er 5,5 Punkte aus 9 Partien gegen mehrere internationale Titelträger erzielen.
Auf Blindenschacholympiaden hat Riegler die deutsche Mannschaft 1985 am ersten Reservebrett, 1988 am dritten Brett, 1992 am zweiten, 1996, 2000 und 2004 am ersten und 2008 am zweiten Brett vertreten. Zur Bronzemedaille der deutschen Mannschaft 1988 in Zalaegerszeg hinter den Mannschaften der UdSSR und Jugoslawiens trug er ungeschlagen mit 6,5 Punkten aus 8 Partien bei, was dem zweitbesten Ergebnis am dritten Brett entsprach. Bei Blindenmannschaftsweltmeisterschaften spielte Riegler bei seinen Teilnahmen 1994, 1998, 2001 und 2005 am Spitzenbrett der deutschen Mannschaft.
Seit 1990 bestreitet er Mannschaftskämpfe für den Schachclub 1947 Sandhausen. Als Vertreter des Deutschen Blinden- und Sehbehinderten-Schachbund hat Riegler an zahlreichen deutschen Einzelmeisterschaften teilgenommen. Er war zudem Mitglied der Olympiamannschaft der International Braille Chess Association (IBCA), für die er bei der Schacholympiade 1996 in Jerewan am vierten Brett und bei der Schacholympiade 1998 in Elista am Ersatzbrett spielte.
Im Jahr 2010 ist Riegler eine eingetragene Lebenspartnerschaft eingegangen und hat dabei den Nachnamen seines Freundes angenommen.